# Willy Vuilleumier
Pour les articles homonymes, voir Vuilleumier.
Willy Vuilleumier né le 11 septembre 1898 à Châtelaine dans le canton de Genève et mort le 8 novembre 1983 à Genève est un sculpteur suisse. Sa famille était originaire de Tramelan et de La Sagne (Neuchâtel).

## Biographie
Après des études de ciselure, gravure, et sculpture à l'École des arts industriels de Genève, il suit des stages chez Ernest Kissling en 1918. En 1919, il perçoit une bourse Lissignol-Chevalier à Genève. En 1923, il se rend à Paris dans l'atelier de Léon Leyritz et dans cette ville, il restera une vingtaine d'années pour travailler avec les meilleurs sculpteurs et céramistes de l'époque (1923 - 1939) et rentre alors s'installer à Genève où il consacrera toute sa vie à son art.
En 1925, il présente ses premières œuvres à l'Exposition internationale des Arts décoratifs. Par la suite il exposera dans de nombreuses galeries, salons et musées.
Willy Vuilleumier montre dans ses œuvres, un intérêt dans la sculpture des animaux car il apprécie leur forme et leur grâce mais la figure humaine le préoccupe également. Il créa de nombreux bustes et figures de femme. Il a réalisé notamment un portrait en buste de Claire-Lise Monnier vers 1927.En 1949, il fonde avec le peintre Fred Fay, l’École cantonale des Beaux-Arts  en Valais, dans laquelle il enseigna la sculpture, le modelage et le moulage durant 23 ans.

## Expositions
Suisse :
- Galerie Wyss, Berne, 1922
- Musée de l'Athénée, Genève, 1948
- Galerie Wolsberg, Zurich, 1949
- Musée des Beaux-Arts, Thoune, 1954
- Bâtiment du Sacré-cœur, Sion, 1960
- Château de Villa, Sierre, 1960
- Vichères, Valais, 1968
- Alpes de Caux, Gryon, 1971
- Hôtel de Ville, Yverdon, 1979
- Tramelan, 1981
- Lausanne, 1983
- Musée d'Histoire Naturelle, Genève, 1986, posthume

Étranger :
- Monza, 1925
- Tokyo, 1925
- Mulhouse, 1927
- Bruxelles, 1927
- Varèse, 1949
- Madurodam (Hollande), 1963

## Œuvres

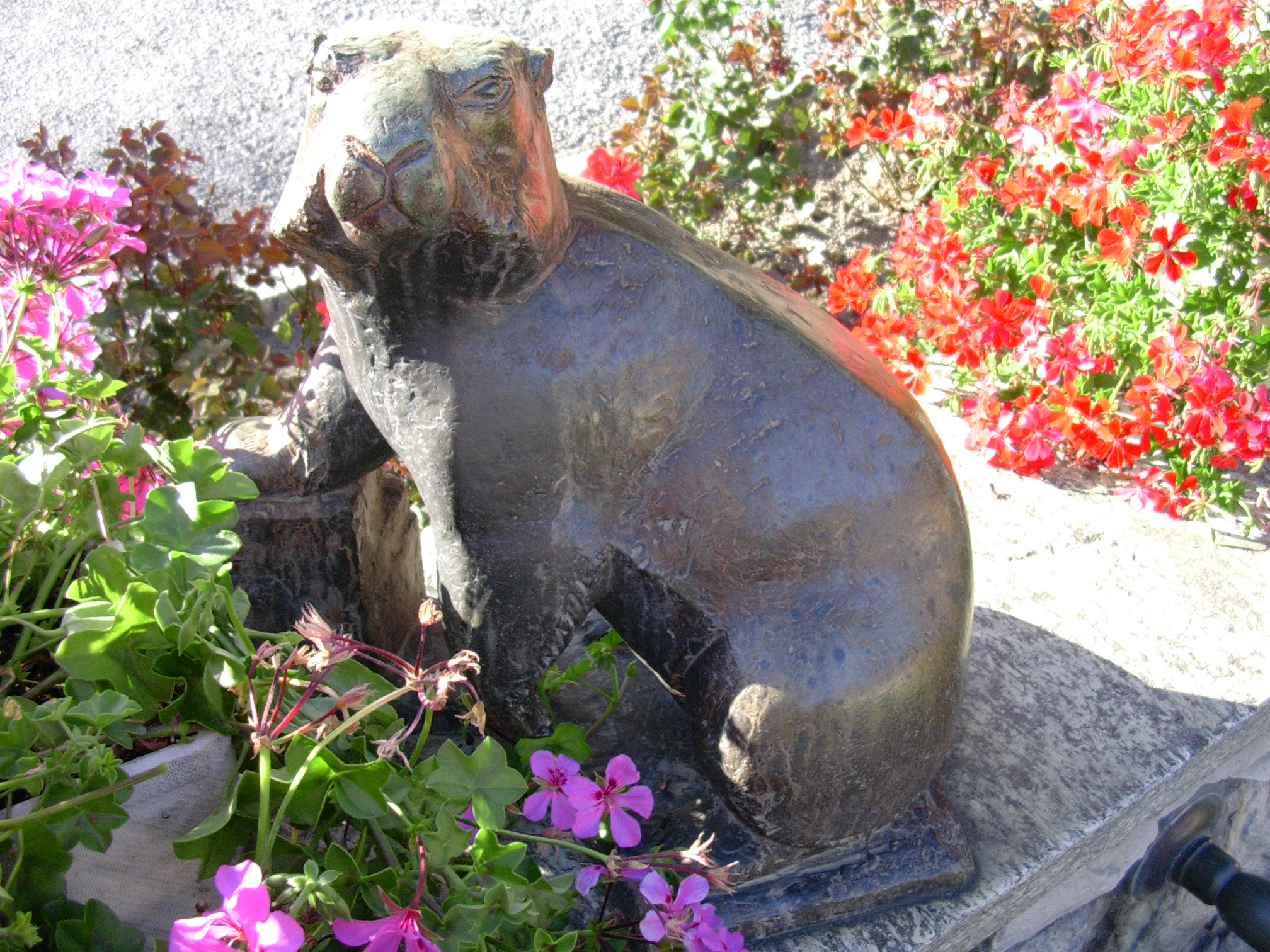
Marmotte, sculpture de Willy Vuilleumier

Voici quelques œuvres du domaine public, parcs, écoles, places, fontaines, églises
- La Fontaine des Aigles à Sion, 1950
- Bronze pour le monument Hermann Geiger, 1972
- Femme à la Flamme à Monthey
- Chamois à Icogne
- Marmotte à Sierre
- Bouquetin à Sierre
- Cerf à Bourg-St-Pierre, Valais
- Saint Hippolyte à l'église de Vouvry
- L'Enfant au Poisson à Genève
- Les Cygnes à Genève
- Pingouins, sur une fontaine à l'école Trembley à Genève[3]
- Les Canards, Otaries, Hamadryas à Genève

## Distinctions
- Médaille de vermeil de la Société des Arts et Décors, Bruxelles, 1967
- Médaille de vermeil de la Société Arts-Sciences-Lettres, Paris, 1967
- Médaille d'argent et d'or de la Société des Artistes français, Paris, 1973
- Médaille d'or de la Société Arts-Sciences-Lettres, Paris (1975)